# Thomas Green (Kartograf)
Thomas Green (* 1770; † 10. April 1830 in München) war ein deutscher Kartograf.

## Leben
Green war als Ingenieur-Geograph von 1803 bis zu seinem Tod 1830 im Topographischen Bureau in München tätig. Er zeichnete den von Joseph Consoni im Jahr 1806 vermessenen und vom Kupferstecher Johann Karl Schleich 1809 gestochenen Plan der Haupt- und Residenzstadt München 1806. Am 20. Mai 1822 werden die betreffenden Behörden im Namen des bayerischen Königs Maximilian I. von der Regierung des Obermainkreises angewiesen, dem Ingenieur-Geograph Green und seinem Dessinateur Joseph Piche bei der topografischen Aufnahme der Landgerichtsgebiete Kulmbach, Kronach, Weismain, Hollfeld, Münchberg, Stadtsteinach und Gefrees jegliche Unterstützung durch Stellung von Fuhrwerken, Boten und Führer zu gewähren.